# Rhabdopectella
Rhabdopectella is een monotypisch geslacht van sponsdieren uit de klasse van de Hexactinellida.

## Soorten
- Rhabdopectella tintinnus Schmidt, 1880